# La sirenetta II - Ritorno agli abissi
La sirenetta II - Ritorno agli abissi (The Little Mermaid II: Return to the Sea) è un film d'animazione del 2000 diretto da Jim Kammerud e Brian Smith, sequel direct-to-video del Classico Disney La sirenetta (1989). Eccetto il prologo, la storia si svolge undici anni dopo il primo lungometraggio. Si concentra su Melody, nata dal matrimonio tra Ariel e Eric, principessa umana che trascorre giornate in mare nonostante i genitori glielo vietino. Il film si avvale delle voci di Jodi Benson (Ariel), Tara Strong (Melody) e Pat Carroll (Morgana, nuova antagonista). È seguito da un prequel del Classico Disney originale, La sirenetta - Quando tutto ebbe inizio, un film d'animazione direct-to-video del 2008.

## Trama
Undici anni dopo il viaggio di nozze, Ariel ed Eric tornano per celebrare la nascita della loro figlia Melody su una nave in mare con le loro famiglie e i sudditi terrestri e acquatici. Re Tritone regala a Melody un ciondolo musicale ritraente Atlantica. La festa però viene interrotta dalla strega Morgana, sorella della defunta Ursula, che minaccia di far divorare Melody dal suo enorme squalo Undertow per appropriarsi del tridente di Tritone. Ariel ed Eric agiscono insieme per sventare il piano di Morgana, riuscendoci, e il suo squalo viene ridotto a dimensioni innocue da Tritone. Alla strega non resta che fuggire, giurando vendetta prima di andarsene. Re Tritone ordina di trovarla e arrestarla, ma senza risultati. Durante una discussione con suo padre, Ariel decide di nascondere a Melody tutta la conoscenza del mondo marino fino a quando Morgana sarà a piede libero: il ciondolo viene gettato in mare e un alto muro viene costruito per separare il castello reale dal mare.
Dodici anni dopo, Melody è cresciuta rimanendo inconsapevole del retaggio da sirena di sua madre, e da sempre le è proibito di andare in mare. Abitualmente però sgattaiola fuori dal castello per andare a nuotare e un giorno trova il suo ciondolo sul fondale. Vedendo il suo nome, Melody si confronta con la madre, che ribadisce il proprio divieto e non risponde alle domande della figlia temendo per la sua sicurezza. Melody, contrariata, prende una barca e la notte naviga lontano da casa. I suoi genitori scoprono presto la sua assenza e Tritone usa la sua magia per trasformare Ariel di nuovo in una sirena perché cerchi sua figlia.
Melody nel frattempo è attirata nella tana di Morgana dalle sue mante, Cloak e Dagger, e dallo squalo Undertow. La strega vuole usare la ragazzina come pedina per rubare il tridente, in quanto solo un membro della famiglia di Tritone può estrarlo dal trono. Usando un vecchio filtro di Ursula, trasforma temporaneamente Melody in una sirena, dicendo che la trasformazione sarà permanente se entrerà in possesso del tridente, sostenendo sia stato rubato da Tritone, in quanto la bambina ancora non conosce la parentela con quest’ultimo. Facendo conoscenza con il pinguino Tip e il tricheco Dash, Melody con il loro aiuto arriva ad Atlantica, prende il tridente dalla sala del trono e ritorna da Morgana. Ariel cerca di fermarla, ma prima che possa spiegarle che la donna è malvagia, Melody, credendola un'altra bugia, dà il tridente a Morgana: la strega, con il tridente nelle sue grinfie, rivela le sue vere intenzioni, afferra Ariel con i suoi tentacoli tenendola in ostaggio, punta l'arma contro Melody e getta quest'ultima in una caverna sigillandola con una spessa lastra di ghiaccio. Prima di andarsene, Morgana dice sadicamente che la sua trasformazione terminerà presto.
La strega sale in superficie per autoproclamarsi regina, usa la magia del tridente per creare un palazzo di ghiaccio e ridare al suo squalo le sue dimensioni originali. Tritone e il suo esercito, assieme ad Eric e il suo equipaggio, accompagnati dal granchio Sebastian e dal gabbiano Scuttle arrivano sulla scena, e ne segue una battaglia contro Morgana e i suoi scagnozzi. Questi vengono messi fuori gioco dopo alcune difficoltà e anche Ariel riesce a liberarsi. La strega allora, con folate magiche del tridente, piega alla sua volontà tutte le creature marine inclusi Ariel e Tritone, costretti ad inginocchiarsi. Melody, nel frattempo tornata umana e tratta in salvo da Tip, Dash e il pesce Flounder, realizza di essere immune al sortilegio in quanto nuovamente umana e non più acquatica. Arrampicatasi sul palazzo di Morgana per affrontarla direttamente, Melody riesce a sottrarle il tridente. La strega riesce ugualmente ad afferrarle il piedino con un tentacolo e a trascinarla a sé, ma prima che possa riprendersi l'arma, Melody si libera trafiggendo un altro tentacolo col tridente, per poi restituirlo al nonno, ma venendo buttata in mare a sua volta da Morgana. Dash riesce a salvarla appena in tempo. Tritone usa il tridente per imprigionare Morgana in un blocco di ghiaccio che affonda negli abissi del mare mentre il palazzo crolla.
Melody si riunisce con la sua famiglia, e Tritone offre alla nipote la possibilità di diventare una sirena in modo permanente: la ragazzina, invece, usa il tridente per disintegrare il muro che separa il palazzo dal mare, riunendo di nuovo esseri umani e sirene.

## Personaggi
- Melody: è la figlia di Ariel e Eric, e nipote di Tritone, è la protagonista del film. Ha 12 anni e come la madre ha un carattere ribelle e a volte trasgredisce alle regole, ha una grande passione per il mare, non capisce perché la madre le vieti di andare in mare aperto e per questo ha delle incomprensioni con lei, è all'oscuro del passato della madre che gliel'ha celato per proteggerla, il suo sogno più grande è diventare una sirena e Morgana si servirà di questo per arrivare a Tritone, dopo la sconfitta di Morgana Melody riunisce i regni della terra e del mare per fare il modo che tutti vivano insieme. Nella versione originale fu doppiata da Tara Strong, che fu accreditata come "Tara Charendoff".
- Ariel: è la madre di Melody, moglie di Eric e figlia di Tritone, è la seconda protagonista del film. Al contrario del film precedente essendo diventata madre è più matura, per proteggere la figlia da Morgana le vieta di andare in mare aperto e le tiene celato il suo passato di sirena, a causa di questo sebbene voglia bene alla figlia ha delle incomprensioni con lei, quando Melody scappa di casa per cercarla Ariel accetta di ritrasformasi temporaneamente in sirena, alla fine dopo aver compreso i suoi errori si riconcilia con la figlia, e una volta tornata umana assiste a Melody mentre riunisce i regni del mare e della terra. Nella versione originale, Jodi Benson riprese il suo ruolo dal film originale.
- Morgana: è l'antagonista principale del film, sorella di Ursula che cerca di vendicare nonostante l'abbia sempre odiata (o meglio, invidiata), perché la madre la preferiva a lei, vuole impossessarsi del regno di Tritone e per questo non esita a servirsi di Melody fingendo di esaudire il suo sogno, alla fine viene sconfitta da Melody e imprigionata da Tritone in un blocco di ghiaccio. Essa fu doppiata nella versione inglese da Pat Carroll. Inizialmente la doppiatrice sarebbe dovuta essere Anne Bancroft, in seguito licenziata, poiché trovò difficolta nel cantare la canzone del personaggio "Gonna Get My Wish", in seguito tagliata dal montaggio finale.[2]
- Eric: è il marito di Ariel e padre di Melody, in questo film funge da personaggio di supporto, ama molto sia la moglie che la figlia; è lui che consiglia a Ariel di trasformarsi temporaneamente in sirena per andare a cercare Melody mentre lui organizza la ricerca sulla terraferma, alla fine assiste a Melody che riunisce i regni della terra e del mare. Fu doppiato nella versione originale da Rob Paulsen, sostituendo Christopher Daniel Barnes che lo aveva doppiato nel film originale.
- Re Tritone: è il re del mare, padre di Ariel e nonno di Melody, ama molto la figlia e si affeziona subito alla nipote: infatti soffre molto il fatto che non possa vederla crescere, alla fine riesce finalmente a conoscere e abbracciare Melody e le propone di decidere se diventare sirena o rimanere umana, ma Melody propone di riunire i regni per fare il modo che tutti vivano insieme. Nella versione originale Kenneth Mars riprese il suo ruolo.
- Sebastian: è un granchio compositore di corte e consigliere di Tritone, gli viene affidato il compito di badare a Melody, ma come già successo con Ariel, la bambina riesce sempre a sfuggirgli. Nella versione originale anche Samuel E. Wright riprese il suo ruolo.
- Flounder: è un pesce e migliore amico di Ariel, in questo film lo si vede cresciuto, diventato padre e molto coraggioso, infatti non esita ad aiutare Ariel nella ricerca di Melody. Egli fu doppiato nella versione originale da Cam Clarke, sostituendo Jason Marin.
- Scuttle: è un gabbiano e caro amico di Ariel un po' strambo che si crede un grande esperto degli umani. Anche Buddy Hackett riprese il suo ruolo nella versione originale. Questo era stato il suo ultimo ruolo prima della sua morte nel 2003.
- Grimsby: è il consigliere di Eric. Fu doppiato nella versione originale da Kay E. Kuter, sostituendo Ben Wright che morì quattro mesi prima dell'uscita del film originale.
- Carlotta: è la cameriera di Eric. Nella versione originale Edie McClurg riprese il suo ruolo.
- Chef Louis: è il cuoco di Eric e acerrimo nemico di Sebastian. Nella versione originale René Auberjonois riprese il suo ruolo.
- Tip e Dash: sono un pinguino e un tricheco, grandi amici, che sognano di diventare eroi per non essere più presi in giro per la loro goffaggine. Conoscono Melody durante il suo viaggio verso Atlantica e stringono subito amicizia con lei, sono molto paurosi ma nonostante questo non esitano ad aiutarla nel momento del bisogno. Furono doppiati nella versione originale da Max Casella e Stephen Furst.
- Undertow: è uno squalo tigre al servizio di Morgana, viene rimpicciolito da Tritone e da allora è ossessionato dal pensiero di ritornare grande e grosso, alla fine viene battuto da Tip e Dash, doppiato nella versione originale da Clancy Brown.
- Cloak e Dagger: sono due mante al servizio di Morgana. Furono doppiati nella versione originale da Dee Bradley Baker. Baker non fu accreditato nei titoli di coda del film.

## Colonna sonora

### Album
La colonna sonora ufficiale del film uscì il 19 settembre 2000. La colonna sonora venne pubblicata internazionalmente il 31 ottobre 2000 in una confezione speciale con la colonna sonora del film originale. Due CD campioni di due tracce ognuno vennero pubblicati in edizione limitata come promozione per la colonna sonora nel 2000.
La versione italiana della colonna sonora non è stata distribuita in Italia; l'unica canzone del film che è stata pubblica è Sogni e realtà cantata da Renata Fusco e Miriam Calzolari, contenuta nell'album Principesse - Le Più Belle Canzoni.

#### Tracce
1. Jodi Benson, Rob Paulsen, Clancy Brown, Kay E. Kuter, Samuel E. Wright e coro – Down to the Sea – 3:29
2. Max Casella, Stephen Furst e Tara Charendoff – Tip and Dash – 1:59
3. Wright – Iko Iko – 3:49
4. Wright – Octopus's Garden – 2:47
5. Benson e Charendoff – For a Moment – 2:28
6. Wright – Give a Little Love – 3:57
7. Wright – Hot, Hot, Hot – 5:08
8. Benson, Charendoff e Wright – Here on the Land and Sea – 1:44

## Distribuzione

### Edizione italiana
L'edizione italiana è stata curata dalla Disney Characters Voices International, Inc., il doppiaggio si è svolto presso lo studio Royfilm sotto la direzione di Leslie La Penna e con l'assistenza di Olivia Lopez. La sonorizzazione è stata effettuata invece dalla SEFIT-CDC mentre i dialoghi sono stati tradotti e adattati da Manuela Marianetti. I testi italiani delle canzoni e la direzione musicale è stata ad opera del doppiatore, cantante e paroliere Ermavilo.
Rispetto al primo film sono cambiati alcuni doppiatori, come già successo nella serie TV La sirenetta - Le nuove avventure marine di Ariel. Ecco un elenco dei cambiamenti:
- Paola Valentini sostituisce Simona Patitucci nel ruolo di Ariel, come già nella serie TV. Nelle parti cantate è doppiata da Renata Fusco, mentre nella serie TV era doppiata da un'altra doppiatrice, Tanaquilla Leonardi;
- Bruno Alessandro sostituisce Pino Locchi nel ruolo di Re Tritone, come già nella serie TV (Locchi era comunque morto nel 1994, e così venne sostituito da un altro doppiatore e non poté riprendere il suo ruolo);
- Davide Perino sostituisce la doppiatrice Katia Folco nel ruolo di Flounder, come già nella serie TV;
- Valerio Ruggeri sostituisce il defunto Manlio Guardabassi nel ruolo di Grimsby.

Inoltre, nella versione originale, l'antagonista del film, Morgana, viene doppiata da Pat Carroll, già doppiatrice di Ursula. Per questo motivo, anche nella versione italiana, Morgana viene doppiata sempre da Sonia Scotti (già voce di Ursula nel doppiaggio del film originale). Il resto dei doppiatori riprese ognuno il suo ruolo dal film originale, fatta eccezione per Sandro Sardone, data l'assenza dei personaggi da lui doppiati.

#### Doppiaggio
| Personaggio     | Doppiatore originale | Doppiatore italiano                                  |
| --------------- | -------------------- | ---------------------------------------------------- |
| Melody          | Tara Strong          | Perla Liberatori (dialoghi) Miriam Calzolari (canto) |
| Ariel           | Jodi Benson          | Paola Valentini (dialoghi) Renata Fusco (canto)      |
| Sebastian       | Samuel E. Wright     | Ronny Grant                                          |
| Morgana         | Pat Carroll          | Sonia Scotti                                         |
| Scuttle         | Buddy Hackett        | Marco Mete                                           |
| Re Tritone      | Kenneth Mars         | Bruno Alessandro                                     |
| Tip             | Max Casella          | Fabrizio Vidale                                      |
| Dash            | Stephen Furst        | Danilo De Girolamo                                   |
| Principe Eric   | Rob Paulsen          | Vittorio De Angelis                                  |
| Undertow        | Clancy Brown         | Massimo Corvo                                        |
| Cloak e Dagger  | Dee Bradley Baker    |                                                      |
| Flounder        | Cam Clarke           | Davide Perino                                        |
| Slounder        | Soon-Tek Oh          |                                                      |
| The King        | Kevin McDonald       |                                                      |
| Chef Louis      | René Auberjonois     | Vittorio Amandola                                    |
| Grimsby         | Kay E. Kuter         | Valerio Ruggeri                                      |
| Carlotta        | Edie McClurg         | Ida Sansone                                          |
| Max             | Frank Welker         |                                                      |
| Bel ragazzo     | Justin Schulte       |                                                      |
| Ragazzo         | Blake McIver Ewing   |                                                      |
| Sirena          | Emily Hart           | Veronica Puccio                                      |
| Giovane tritone | Marcus Toji          | Daniele Raffaeli                                     |
| Pinguini        | Tress MacNeille      |                                                      |

## Edizioni home video

### VHS
La prima edizione VHS del film uscì in Italia il 16 novembre 2000.

### DVD
La prima edizione DVD del film uscì in Italia il 16 novembre 2000, e venne ristampata il 28 febbraio 2007.

#### Blu-ray
La prima edizione in Blu-ray del film uscì in Italia l'11 settembre 2013.